# 阿格拉 (堪薩斯州)
阿格拉（英語：Agra）是一個位於美國堪薩斯州菲利普斯縣的城市。

## 地方資料
根據2020年美國人口普查的數據，阿格拉的面積為0.65平方千米，當中陸地面積為0.65平方千米，而水域面積為0.00平方千米。當地共有人口208人，而人口密度為每平方千米320人。